# اتصل بالفيس (أغنية داير سترايتس)
اتصل بالفيس (بالإنجليزية: Calling Elvis)‏ هي أغنية لفريق داير سترايتس (فرقة بريطانية لموسيقى الروك تم تشكيلها في لندن عام 1977 بواسطة مارك نوفلر)، ظهرت الأغنية لأول مرة في آخر ألبوم للفريق تم تسجيله في الإستوديو، «في كل شارع  On Every Street» عام 1991، وصدرت كأول أغنية من هذا الألبوم، وبلغت ذروتها في المرتبة 21 في المملكة المتحدة، ووصلت إلى أفضل أغاني القمة في العديد من البلدان الأخرى (المركز الأول في إيطاليا والثاني في بلجيكا والدنمارك وأيرلندا وهولندا والنرويج وسويسرا) كما تم صدورها في تجميع 2005 لأفضل أغاني الفريق The Best of Dire Straits & Mark Knopfler: Private Investigations، وأيضا ظهرت نسخة حية من الأغنية في البوم «في الليل On the Night» عام 1993.
تدور الأغنية حول أحد المعجبين بإلفيس الذي يعتقد أن إلفيس بريسلي لا يزال على قيد الحياة، ويشير إلى العديد من أغانيه، نُقل عن مارك نوبفلر قوله إن الفكرة خطرت له ذات يوم عندما ترك هاتفه مغلقًا وحاول صهره مرارًا وتكرارًا ال‘تصال به، وعندما نجح في الإتصال أخيرًا، قال له صهره أن الإتصال به ليجيب، أصعب من الإتصال بإلفيس الذي رحل منذ سنوات.

## كلمات الأغنية
أتصل بالفيس، هل هناك أحد Calling Elvis - is anybody home
أتصل بالفيس، أنا وحيد هنا Calling Elvis - I'm here all alone
هل غادر المبنى Did he leave the building
أو يمكن أن يأتي إلى الهاتف Or can he come to the phone
أتصل بالفيس، أنا وحيد هنا Calling Elvis - I'm here all alone
حسنًا، أخبره أنني كنت أتصل فقط لأتمنى له التوفيق Well tell him I was calling just to wish him well
إسمح لي أن أترك رقمي «فندق القلوب المحطمة» Let me leave my number - heartbreak hotel
أحبني بحنان، حبيبي لا تكن قاسي Oh love me tender - baby don’t be cruel
يرد إلى المرسل، عاملني كأنني الأحمق Return to sender, treat me like a fool
أتصل بالفيس، هل هناك أحد Calling Elvis - is anybody home
أتصل بالفيس، أنا وحيد هنا Calling Elvis - I'm here all alone
هل غادر المبنى Did he leave the building
أيمكن أن يأتي إلى الهاتف Can he come to the phone
أتصل بالفيس، أنا وحيد هنا Calling Elvis, I'm here all alone
لماذا لا تذهب وتستدعيه، أنا من أكبر المعجبين به Why don't you go get him, I'm his biggest fan
يجب أن تخبره، إنه لا يزال الرجل You gotta tell him, he's still the man
حبيب بعيد، بعيدًا عن مكانه Long distance baby, so far from home
ألا تعتقد أنه يمكنك إستدعائه Don't you think maybe you could put him on

## وصلات خارجية
https://www.allmusic.com/album/calling-elvis-mw0000918580 اتصل بالفيس (أغنية داير سترايتس)
https://www.discogs.com/Dire-Straits-Calling-Elvis/master/23722 اتصل بالفيس (أغنية داير سترايتس) 